# Tattoo (canción de 12012)
«Tattoo» —en español: «Tatuaje»— es un sencillo de la banda japonesa 12012. Fue lanzado el 24 de febrero de 2010, en tres versiones distintas, todas incluyen las canciones "Tattoo" y "Silhouette", la edición limitada tipo A incluye un DVD con el PV de la canción que le da título al sencillo, la edición limitada tipo B incluye como bonus la canción "Heavenly" y la edición regular incluye la versión instrumental de "Tattoo".
Alcanzó el número # 38 en el ranking del Oricon Singles Weekly Chart.

## Lista de canciones
| Edición Regular (CD) |                         |          |  |
| N.º                  | Título                  | Duración |  |
| 1.                   | «Tattoo»                | 4:09     |  |
| 2.                   | «Silhouette»            | 4:41     |  |
| 3.                   | «Tattoo» (Instrumental) | 4:09     |  |

| Edición Limitada Tipo A (CD) |              |          |  |
| N.º                          | Título       | Duración |  |
| 1.                           | «Tattoo»     | 4:09     |  |
| 2.                           | «Silhouette» | 4:41     |  |

| Edición Limitada Tipo A (DVD) |               |          |  |
| N.º                           | Título        | Duración |  |
| 1.                            | «Tattoo» (PV) | 4:09     |  |

| Edición Limitada Tipo B (CD) |              |          |  |
| N.º                          | Título       | Duración |  |
| 1.                           | «Tattoo»     | 4:09     |  |
| 2.                           | «Silhouette» | 4:41     |  |
| 3.                           | «Heavenly»   |          |  |